# Georgie Kelly
George Martin Kelly, detto Georgie (Donegal Town, 12 novembre 1996), è un calciatore irlandese, attaccante del Carlisle Utd.

## Statistiche

### Presenze e reti nei club
Statistiche aggiornate al 10 novembre 2022.
| Stagione                | Squadra                 | Campionato              | Campionato | Campionato | Coppe nazionali | Coppe nazionali | Coppe nazionali | Coppe continentali | Coppe continentali | Coppe continentali | Altre coppe | Altre coppe | Altre coppe | Totale | Totale |
| Stagione                | Squadra                 | Comp                    | Pres       | Reti       | Comp            | Pres            | Reti            | Comp               | Pres               | Reti               | Comp        | Pres        | Reti        | Pres   | Reti   |
| ----------------------- | ----------------------- | ----------------------- | ---------- | ---------- | --------------- | --------------- | --------------- | ------------------ | ------------------ | ------------------ | ----------- | ----------- | ----------- | ------ | ------ |
| 2015                    | Derry City              | PD                      | 3          | 0          | CI+CdL          | 0+1             | 0               | -                  | -                  | -                  | -           | -           | -           | 4      | 0      |
| 2016                    | UCD                     | FD                      | 25         | 6          | CI+CdL          | 1+1             | 0               | -                  | -                  | -                  | -           | -           | -           | 27     | 6      |
| 2017                    | UCD                     | FD                      | 26         | 17         | CI+CdL          | 1+1             | 1+0             | -                  | -                  | -                  | -           | -           | -           | 28     | 18     |
| feb.-giu. 2018          | UCD                     | FD                      | 17         | 14         | CI+CdL          | 0+1             | 0               | -                  | -                  | -                  | -           | -           | -           | 18     | 14     |
| Totale UCD              | Totale UCD              | Totale UCD              | 68         | 37         |                 | 5               | 1               |                    | -                  | -                  |             | -           | -           | 73     | 38     |
| lug.-nov. 2018          | Dundalk                 | PD                      | 7          | 0          | CI+CdL          | 3+0             | 2+0             | UEL                | 1                  | 0                  | SI          | -           | -           | 11     | 2      |
| 2019                    | Dundalk                 | PD                      | 27         | 8          | CI+CdL          | 4+4             | 2+2             | UCL+UEL            | 2+0                | 0                  | SI          | 1           | 0           | 38     | 12     |
| feb.-ago. 2020          | Dundalk                 | PD                      | 2          | 0          | CI              | 0               | 0               | UCL                | -                  | -                  | SI          | -           | -           | 2      | 0      |
| Totale Dundalk          | Totale Dundalk          | Totale Dundalk          | 36         | 8          |                 | 11              | 6               |                    | 3                  | 0                  |             | 1           | 0           | 51     | 14     |
| ago.-nov. 2020          | St Patrick's            | PD                      | 12         | 3          | CI              | 1+0             | 0               | -                  | -                  | -                  | -           | -           | -           | 13     | 3      |
| 2021                    | Bohemians               | PD                      | 31         | 21         | CI              | 3               | 1               | UECL               | 6                  | 4                  | -           | -           | -           | 40     | 26     |
| gen.-giu. 2022          | Rotherham Utd           | FL1                     | 1          | 1          | FACup+CdL       | -               | -               | -                  | -                  | -                  | EFLT        | 0           | 0           | 1      | 1      |
| 2022-2023               | Rotherham Utd           | FLC                     | 15         | 3          | FACup+CdL       | 0+2             | 0               | -                  | -                  | -                  | -           | -           | -           | 17     | 3      |
| Totale Rotherham United | Totale Rotherham United | Totale Rotherham United | 16         | 4          |                 | 2               | 0               |                    | -                  | -                  |             | 0           | 0           | 18     | 4      |
| Totale carriera         | Totale carriera         | Totale carriera         | 166        | 73         |                 | 23              | 8               |                    | 9                  | 4                  |             | 1           | 0           | 199    | 87     |

## Palmarès

### Club

#### Competizioni nazionali
- Campionato irlandese: 2

Dundalk: 2018, 2019
- Coppa d'Irlanda: 1

Dundalk: 2018
- Coppa di Lega irlandese: 1

Dundalk: 2019
- Supercoppa d'Irlanda: 1

Dundalk: 2019
- English Football League Trophy: 1

Rotherham United: 2021-2022

### Individuale
- Calciatore dell'anno (PFAI): 1

2021